# Помощ за египетския лешояд
Проект Спешни мерки за опазване на египетския лешояд (Neophron percnopterus) в България и Гърция, с проектен номер LIFE10 NAT/BG/000152, цели предотвратяване изчезването на египетския лешояд в България и Гърция.
Продължителността на проекта е 5 години (01.10.2011 – 31.12.2016), а целевите му райони са 27 Натура 2000 зони (12 в България и 15 в Гърция). Координиращ бенефициент е Българското дружество за защита на птиците (БДЗП), партнират му Гръцкото орнитологично дружество (HOS), WWF Гърция и Кралското дружество за защита на птиците (RSPB).

## Основни дейности

### Изследователски дейности
- проучване върху причините за провал при гнезденето или понижен гнездови успех при популацията на Балканите;
- проучване на нови гнездови територии, места за временно пребиваване, миграционните пътища и местата за зимуване на вида, чрез сателитно проследяване на индивиди;
- повишаване познанията за факторите, оказващи смъртоносно влияние върху популацията на Балканите, с акцент върху използването на отрови в миналото и настоящето;
- проучване предпочитанията на вида към характеристиките на местообитаията, относителното изобилие на хранителни ресурси и повишаване познанията за хранителния му спектър по време на размножителния период;
- идентифициране на потенциално опасната електропранесна мрежа за вида в целевите райони по проекта в България и Гърция.

### Природозащитни дейности
- осигуряване на безопасна храна за млади, подрастващи и размножаващи се индивиди;
- разработване на план за действие на вида в Гърция;
- предприемане на мерки за повишаване на гнездовия успех, чрез намаляване на безпокойството и заплахите по време на гнездене;
- жбезопасяване на опасната електропранесна мрежа за вида в целевите райони по проекта в България и Гърция.

### Работа с местни общности
- създаване на мрежа от поддръжници сред местните общности против използването на отрови;
- промотиране на агроекологични мерки и ползите от тях за земеделските стопани във връзка с опазването на египетския лешояд.

### Работа с широк кръг експерти по вида
- укрепване на мрежа от експерти по вида в национален и международен мащаб;
- принос към изграждането на национален капацитет за борба с престъпления срещу диви птици;
- сътрудничество с организации и институции от държави по миграционния път на вида.

## Очаквани резултати
Очакваните резултати от изпълнението на проекта са намаляване на основните заплахи за египетския лешояд в България и Гърция чрез:
- повишаване на познанията за факторите, оказващи смъртоносно влияние върху балканската популация;
- повишаване на познанията за гнездовите територии, местата за временно пребиваване, миграционните пътища и зимовищата на балканската популация;
- намаляване на заплахата върху вида, свързана с използването на отрови в проектните Натура 2000 зони;
- осигуряване на регулярно подхранване с безопасна храна на млади, подрастващи и размножанващи се индивиди;
- подобряване на гнездовия успех;
- ограничаване на безпокойството и незаконното преследване на вида;
- осъществени тестови механизми за предотвратяване на престъпления срещу природата, в частност египетския лешояд;
- ограничаване смъртността, причинена от токов удар;
- ясно заявена подкрепа от ключовите местни общности при опазването на египетския лешояд;
- публикуване на Национален план за действие за вида в Гърция;
- изградена и разширена международна мрежа от местни поддръжници и партньори по продължение на миграционните пътища на размножаващата се популация египетския лешояди от Балканския полуостров.

## Финансиране
Общият бюджет на проекта е 2 625 742 евро. Финансирането се осъществява по програмата LIFE+ на Европейската комисия и от Фондация „Левентис“.

## Уебсайт
- www.lifeneophron.eu